# Асса (Казахстан)
А́сса (каз. Аса) — село, центр Жамбильського району Жамбильської області Казахстану. Адміністративний центр Асинського сільського округу.
Населення — 12892 особи (2021; 8640 у 2009, 7868 у 1999, 8189 у 1989).

## Уродженці
- Шокан Алімбаєв (1941—1989) — казахський радянський письменник-фантаст.